# Сультони

Сультони.

Сультони (англ. sultons) — внутрімолекулярні циклічні естери гідроксисульфонових кислот, аналоги лактонів.